# Ejército Real de Laos
El Ejército Real de Laos (ERL) (en idioma lao: ກອງທັບລາດຊະອານາຈັກລາວ) (en idioma francés: Armée royale du Laos) era el componente terrestre de las Fuerzas Armadas Reales de Laos (FARL), el ejército oficial del Reino de Laos entre los años (1949 - 1975). El ejército real luchó en la Guerra civil de Laos.

## Historia

### Años 40
Los orígenes del ejército laosiano se remontan a la Segunda Guerra Mundial, cuando se formó la primera unidad militar íntegramente laosiana, el primer batallón de fusileros laosianos, reclutado a principios de junio de 1941 por las autoridades coloniales francesas de la Francia de Vichy.
El batallón estaba destinado a ser utilizado en operaciones de seguridad interna para reforzar las secciones locales de la guardia indochina (en francés: Garde indochinoise), no vio mucha acción hasta después del 9 de marzo de 1945, cuando el Ejército Imperial Japonés tomó por la fuerza el control de la Indochina francesa de Francia, incluyendo el Reino de Laos. 
El batallón se retiró a las montañas, donde se unió a los guerrilleros irregulares laosianos que operaban allí, estos guerrilleros fueron abastecidos, entrenados y dirigidos por equipos de agentes de la Francia Libre y combatiente, que habían sido entrenados en acciones de guerra especial en la selva, por la unidad 136 de operaciones especiales británica con base en la India, y posteriormente fueron lanzados en paracaídas sobre Indochina en diciembre de 1944, con el objetivo de crear un movimiento de resistencia antijaponés.
El entonces príncipe heredero laosiano, Savang Vatthana, hizo un llamamiento a todos los laosianos para que se opusieran a los japoneses y apoyaran a los franceses libres, y muchos arriesgaron sus vidas para abastecer e informar a la resistencia liderada por Francia. 
Gracias al apoyo de estos partisanos laosianos, los grupos de resistencia (200 agentes franceses y 300 maquis laosianos) resistieron durante la ocupación japonesa, estos fueron abastecidos en parte con suministros aéreos de la Real Fuerza Aérea Británica (RAF) que despegaban desde Calcuta, en la India británica. 
Bajo el mando de oficiales franceses libres, los soldados laosianos participaron en acciones de guerra de guerrillas, junto a los maquis irregulares contra las fuerzas de ocupación japonesas en Laos, hasta el anuncio de la rendición de Japón, el 15 de agosto de 1945. 
En noviembre de ese mismo año, los diversos grupos guerrilleros laosianos se consolidaron en batallones de infantería ligera regular y se integraron en las fuerzas de la Unión Francesa. 
Mientras tanto, a principios de mayo de 1945, ante la victoria de las potencias aliadas sobre la Alemania nazi y presentiendo su inminente derrota, las autoridades militares japonesas en Laos, comenzaron a avivar el nacionalismo antifrancés local. 
El 12 de octubre de ese año, un grupo de nacionalistas laosianos, liderado por el príncipe Phetsarath Ratanavongsa, depuso al rey Sisavang Vong, proclamó la independencia de Laos y anunció la formación de un nuevo organismo gubernamental, el Comité para la Independencia de Laos (en idioma lao: ຄະນະ ກຳ)  ມາທິການເພື່ອປະເທດລາວອິດສະຫຼະ, romanizado: Khana kam mathikan pheu pathedlav idsara) o Lao Issara, que tenía su sede en Vientián. 
Aprovechando la ausencia temporal de la autoridad francesa en las principales ciudades del país, los laosianos establecieron rápidamente una fuerza policial, la Guardia Civil (en lao: ກອງພົນລະເຮືອນ, romanizado: kong phonla heuon) y una fuerza armada de defensa,  El Ejército para la Liberación y Defensa de Laos (en idioma laosiano: ກອງທັບປົດປ່ອຍ ແລະ ປ້ອງກັນຊາດລາວ, romanizado: kongthabpodpony lae pongkansad lav), que ejerció su autoridad con el apoyo del gobierno del Viet Minh del camarada Ho Chi Minh, con sede en Hanói, en Tonkín, y de los chinos nacionalistas del Kuomintang (KMT). 
El Ejército de Laos era inicialmente una milicia ligeramente armada y mal entrenada, provista de una variedad de armas pequeñas capturadas a los japoneses, saqueadas de los depósitos coloniales franceses, o vendidas por las tropas del Ejército nacionalista chino del KMT, que ocuparon el norte de Laos, según los términos de la Conferencia de Potsdam de 1945. 
A principios de marzo de 1946, el Ejército de la Unión Francesa, alineó a unas 4000 tropas laosianas, organizadas en cinco batallones de infantería ligera y cazadores, liderados por un grupo de oficiales y suboficiales franceses de alto rango, estos batallones participaron activamente en la ocupación francesa de Laos. 
El 21 de marzo, los batallones laosianos brindaron apoyo de infantería a las unidades aerotransportadas, blindadas y de artillería del Cuerpo Expedicionario Francés en Extremo Oriente (CEFEO), que lucharon contra las tropas del ejército laosiano, al mando del príncipe Souphanouvong, en la batalla de Thakhek, en la Provincia de Khammouan. En esta batalla perdieron aproximadamente 700 hombres y 300 civiles, dejando 250 muertos y 150 prisioneros antes de verse obligados a retirarse.
El 24 de abril, los batallones del ejército laosiano ayudaron a los franceses a recuperar Vientián, sin encontrar una resistencia significativa, seguida el 9 de mayo por Luang Prabang, lo que obligó a los líderes del Lao Issara, a exiliarse en el Reino de Tailandia en septiembre de 1946. 
Tras la exitosa conclusión de la campaña militar, los batallones laosianos continuaron con pequeñas operaciones de contrainsurgencia contra las bandas restantes de insurgentes del ejército laosiano durante los tres años siguientes, asumiendo la responsabilidad de la seguridad interna en las zonas cercanas a la frontera tailandesa. 
En mayo de 1946, los franceses establecieron la Guardia Nacional Laosiana (en francés: Garde Nationale Laotiènne), una gendarmería paramilitar con 1250 hombres, formada exclusivamente por ciudadanos laosianos. Aunque la nueva gendarmería estaba técnicamente subordinada al Ministerio del Interior laosiano, en 1947 quedó bajo el mando nominal del rey Sisavang Vong, y se mantuvo bajo la estrecha supervisión de las unidades de la Gendarmería Nacional de Francia estacionadas en Indochina.
Ante la amenaza potencial que representaba la creciente insurgencia del Viet Minh en el vecino Vietnam, los franceses aprovaron la creación de un ejército nacional laosiano (en francés: Armée nationale laotiènne) para defender Laos. La formación del ejército laosiano comenzó con la creación de las Fuerzas Terrestres de Laos (en francés: Forces Terrestres du Laos), una agrupación informal de varias unidades auxiliares irregulares autóctonas formadas por tropas laosianas, reclutadas por los franceses para reforzar el cuerpo expedicionario de extremo oriente (CEFEO), cuya fuerza había aumentado en julio de 1949.

### Años 50
El 23 de marzo de 1950, se formaron las primeras unidades regulares, formadas por las compañías de infantería laosiana (en francés: Compagnies d'infanterie laotiènne), que posteriormente se agruparon en los batallones de infantería laosiana (en francés: Bataillons d'infanterie laotiènne), sus oficiales eran ciudadanos franceses. 
El primer batallón se creó en Vientián, en julio de 1950, seguido por un segundo batallón, en octubre de ese mismo año. 
En abril de 1951, el ejército laosiano contaba con tan solo 1700 efectivos, el ejército laosiano continuó su expansión con la creación de nuevos batallones. 
En octubre de 1951, los franceses comenzaron a formar y entrenar a una unidad de fuerzas aerotransportadas, el primer batallón de paracaidistas laosianos (en francés: 1er bataillon de parachutistes laotiens).
El ejército laosiano terminó el año con una dotación de 5000 oficiales y soldados.
El ejército laosiano se vio afectado por la falta de liderazgo laosiano y su armamento era poco homogéneo. Para resolver este problema, Francia comenzó a entrenar a oficiales y suboficiales laosianos. 
El primer grupo de cuatro aspirantes a oficiales laosianos fue enviado a la Academia militar jemer (en francés: École militaire khmère) en Nom Pen, en el Reino de Camboya, para asistir al curso de oficiales, mientras continuaban liderando y entrenando al ejército laosiano. 
El 1 de enero de 1953, el ejército laosiano contaba con 13 420 oficiales y soldados. 
El 1 de julio de 1954, los batallones de infantería laosianos se integraron junto con las tropas irregulares laosianas en el ejército laosiano, sus fuerzas conjuntas ascendían a 25 000 hombres.
En julio de 1959, el Ejército, la Armada y la Fuerza Aérea de Laos, se unieron para formar las Fuerzas Armadas Reales de Laos.
La cadena de mando del Ejército Real de Laos, dependía del Ministerio de Defensa en Vientián. El país fue dividido en cinco regiones militares. Las regiones militares fueron la base de la cultura caudillista que afectó al Ejército Real de Laos y al alto mando laosiano, la mayoría de los comandantes dirigían sus zonas como feudos privados. Para hacer frente a la amenaza que representaba la insurgencia de la guerrilla Pathet Lao, el Ejército Real de Laos, dependía de la misión militar francesa de entrenamiento y de la asistencia encubierta de Estados Unidos a través de la Oficina de Evaluación de Programas, fue establecida el 15 de diciembre de 1955.

### Años 60
La oficina fue sustituida en 1961 por el Grupo Asesor de Asistencia Militar en Laos. La organización militar y el entrenamiento táctico del Ejército Real de Laos, reflejaban las tradiciones de las Fuerzas Armadas francesas. La mayor parte del equipo era de origen estadounidense, ya que durante la Primera Guerra de Indochina, Estados Unidos había suministrado a Francia material militar que incluía: Armas ligeras, vehículos blindados y aviones de combate. Los Estados Unidos ofrecían al Reino de Laos asistencia militar directa, sin incluir el coste del equipamiento y entrenamiento de las fuerzas irregulares y paramilitares, por parte de la Agencia Central de Inteligencia. La CIA entrenaba a las guerrillas hmong que combatían en el noreste de Laos. 

### Años 70
La estructura del ejército laosiano, se mantuvo hasta el 23 de agosto de 1975, cuando el Pathet Lao entró en Vientián, y el 2 de diciembre de ese mismo año, el nuevo gobierno comunista del país disolvió a las Fuerzas Armadas Reales Laosianas.

## Uniformes e insignias
El Ejército Real de Laos debía su origen y tradiciones al ejército colonial francés, y a las tropas del cuerpo expedicionario francés (CEFEO), que luchó en la Primera Guerra de Indochina. Incluso después de que Estados Unidos asumiera el papel de principal proveedor extranjero de las Fuerzas Armadas Reales Laosianas, a principios de la década de 1960, la influencia militar francesa, aún era perceptible en los uniformes e insignias militares laosianas.

## Graduación militar

### Generales y mariscales
| Grado militar       | Insignia | Rangos OTAN |
| ------------------- | -------- | ----------- |
| Mariscal de campo   |          | OF-9        |
| General de Ejército |          | OF-8        |
| Teniente general    |          | OF-8        |
| General de división |          | OF-7        |
| General de brigada  |          | OF-6        |

### Oficiales y cadetes
| Grado militar       | Insignia | Rangos OTAN |
| ------------------- | -------- | ----------- |
| Coronel             |          | OF-5        |
| Teniente coronel    |          | OF-4        |
| Comandante          |          | OF-3        |
| Capitán             |          | OF-2        |
| Teniente            |          | OF-1        |
| Aspirante a oficial |          | OF-D        |
| Cadete              |          | OF-D        |

### Suboficiales y soldados
| Grado militar    | Insignia | Rangos OTAN |
| ---------------- | -------- | ----------- |
| Sargento mayor   |          | OR-5        |
| Sargento primero |          | OR-4        |
| Sargento         |          | OR-4        |
| Cabo primero     |          | OR-3        |
| Cabo             |          | OR-2        |
| Soldado          |          | OR-1        |

## Armamento
A lo largo de su existencia, el Ejército Real Laosiano recibió asistencia militar principalmente de Francia y Estados Unidos, quienes, desde finales de la década de 1940 y mediados de la década de 1950, respectivamente, le proporcionaron todo el material que utilizaba, desde uniformes y botas hasta fusiles, artillería y vehículos.
Durante la Primera Guerra de Indochina, el armamento del Ejército Nacional Laosiano (ENL) era una mezcolanza, la mayoría de sus unidades estaban equipadas de forma irregular con una serie de sistemas de armas franceses, estadounidenses, australianos, británicos y alemanes, en su mayoría de la Segunda Guerra Mundial. 
Los batallones de infantería del ENL recibieron fusiles MAS-36 (las unidades aerotransportadas recibieron la versión de paracaidista MAS-36 CR39 con culata plegable), rifles M1903 Springfield, y rifles de cerrojo Lee-Enfield SMLE Mk III, rifles semiautomáticos MAS-49, carabinas semiautomáticas MAS-49/56 y carabinas de paracaidista M1A1, junto con los subfusiles Sten, Owen, Thompson, MAS-38 y MAT-49, las ametralladoras MAC M1924/29 y Bren. 
El fusil automático Browning y la ametralladora Browning M1919 se utilizaban como armas de escuadrón. Los oficiales y suboficiales recibían pistolas las Modèle 1935A, MAS-35-S, Luger, Walther P38 y M1911. 
Después de 1955, el ENL inició el proceso de estandarización del equipo estadounidense. Las unidades aerotransportadas recibieron el fusil semiautomático M1 Garand a finales de 1959, seguido por la carabina M1 al año siguiente. También se recibió el subfusil M3 "la pistola de grasa", junto con las pistolas Smith & Wesson Modelo 39, y los revólveres M1917 y Smith & Wesson Modelo 10. 
El ENL (rebautizado como ERL en 1961) también recibió las ametralladoras medias Browning M1919 A4 calibre .30, y las ametralladoras pesadas Browning M2 del calibre .50. Fueron adquiridas cantidades limitadas del subfusil Sterling y del fusil de combate L1A1 al Reino Unido, pero el ERL no los adoptó como armas estándar. 
El subfusil sueco Carl Gustaf M/45, fue suministrado en pequeñas cantidades por los estadounidenses, y finalmente llegó a las unidades irregulares de la guerrilla Hmong. También se suministró una cantidad no revelada de escopetas de corredera Winchester modelo 1200. 
En 1969, llegó a Laos el fusil Colt CAR-15 / XM-177 Commando, el fusil de asalto M16A1 y la ametralladora M60 "la cerda", que inicialmente solo se entregaron a la Guardia Real laosiana y a las unidades aerotransportadas. La estandarización del fusil CAR-15, el Fusil M16 y la ametralladora M60 en la Guardia Real Laosiana y las unidades irregulares de la guerrilla Hmong, fue completada en 1971. 
Las formaciones de infantería, tropas aerotransportadas y comandos del ENL y el ERL estaban equipadas con una gran variedad de armas de fuego. Armas de infantería capturadas de origen soviético y chino, como las pistolas Tokarev TT-33 y Makarov PM, los subfusiles PPSh-41, los fusiles semiautomáticos SKS, los fusiles de asalto AK-47, las ametralladoras ligeras RPD, las ametralladoras medias Goriunov SG-43 / SGM, y las ametralladoras pesadas DShK.

### Armas de fuego
| Nombre                            | Imagen     | Origen         | Tipo                                       | Munición    | Fabricante                                                                                             |
| Revólveres                        | Revólveres | Revólveres     | Revólveres                                 | Revólveres  | Revólveres                                                                                             |
| --------------------------------- | ---------- | -------------- | ------------------------------------------ | ----------- | --- |
| Smith & Wesson Modelo 10          |            | Estados Unidos | Revólver                                   | .38 Special | Smith & Wesson                                                                                         |
| Revólver M1917                    |            | Estados Unidos | Revólver                                   | .45 ACP     | Colt's Manufacturing CompanySmith & Wesson                                                             |
| Pistolas semiautomáticas          |            |                |                                            |             | |
| Tokarev TT-33                     |            | Rusia          | Pistola semiautomática                     |             | Planta de armas de Tula                                                                                |
| Makarov PM                        |            | Rusia          | Pistola semiautomática                     |             | Corporación KalashnikovPlanta mecánica de Izhevsk                                                      |
| Pistolet automatique modèle 1935A |            | Francia        | Pistola semiautomática                     |             | Société Alsacienne de Constructions Mécaniques                                                         |
| Pistolet automatique modèle 1935S |            | Francia        | Pistola semiautomática                     |             | Manufacture d'armes de Saint-Étienne                                                                   |
| Pistola Parabellum                |            | Alemania       | Pistola semiautomática                     |             | Deutsche Waffen und Munitionsfabriken                                                                  |
| Walther P38                       |            | Alemania       | Pistola semiautomática                     |             | Carl WaltherMauser                                                                                     |
| M1911                             |            | Estados Unidos | Pistola semiautomática                     |             | Colt's Manufacturing Company                                                                           |
| Smith & Wesson Modelo 39          |            | Estados Unidos | Pistola semiautomática                     |             | Smith & Wesson                                                                                         |
| Subfusiles                        |            |                |                                            |             | |
| Sten                              |            | Reino Unido    | Subfusil                                   |             | Royal Small Arms Factory                                                                               |
| Subfusil Owen                     |            | Australia      | Subfusil                                   |             | Lysaght Newcastle Works                                                                                |
| Subfusil Thompson                 |            | Estados Unidos | Subfusil                                   |             | Auto-Ordnance CompanyColt's Manufacturing CompanySavage Arms                                           |
| MAS-38                            |            | Francia        | Subfusil                                   |             | Manufacture d'Armes de Saint-Etienne                                                                   |
| MAT-49                            |            | Francia        | Subfusil                                   |             | Manufacture Nationale d'Armes de TulleManufacture d'armes de Saint-Étienne                             |
| Subfusil M3                       |            | Estados Unidos | Subfusil                                   |             | General Motors                                                                                         |
| Subfusil Sterling                 |            | Reino Unido    | Subfusil                                   |             | Sterling Armaments Company                                                                             |
| Carl Gustaf M/45                  |            | Suecia         | Subfusil                                   |             | Carl Gustafs Stads Gevärsfaktori                                                                       |
| PPSh-41                           |            | Rusia          | Subfusil                                   |             | Planta de construcción de maquinaria de Vyatskiye Polyany                                              |
| Fusiles de cerrojo                |            |                |                                            |             | |
| MAS-36                            |            | Francia        | Fusil de cerrojo                           |             | Manufacture d'Armes de Saint-Etienne                                                                   |
| Lee-Enfield                       |            | Reino Unido    | Fusil de cerrojo                           |             | Royal Small Arms Factory                                                                               |
| Fusiles de francotirador          |            |                |                                            |             | |
| Springfield M1903                 |            | Estados Unidos | Fusil de francotiradorFusil de cerrojo     |             | Springfield Armory                                                                                     |
| MAS-49                            |            | Francia        | Fusil de francotiradorFusil semiautomático |             | Manufacture d'Armes de Saint-Etienne                                                                   |
| Carabinas                         |            |                |                                            |             | |
| Carabina M1                       |            | Estados Unidos | Carabina                                   |             | General Motors                                                                                         |
| SKS                               |            | Rusia          | Carabina                                   |             | Corporación KalashnikovPlanta de armas de Tula                                                         |
| Fusiles semiautomáticos           |            |                |                                            |             | |
| M1 Garand                         |            | Estados Unidos | Fusil semiautomático                       |             | Springfield ArmoryWinchester Repeating Arms CompanyInternational Harvester                             |
| Fusiles automáticos               |            |                |                                            |             | |
| Fusil automático Browning         |            | Estados Unidos | Fusil automático                           |             | Colt's Manufacturing Company Winchester Repeating Arms Company Marlin FirearmsRoyal Typewriter Company |
| Fusiles de asalto                 |            |                |                                            |             | |
| Colt CAR-15 / XM-177 Commando     |            | Estados Unidos | Fusil de asalto                            |             | Colt's Manufacturing Company                                                                           |
| Fusil M16                         |            | Estados Unidos | Fusil de asalto                            |             | |
| AK-47                             |            | Rusia          | Fusil de asalto                            |             | |
| Fusiles de combate                |            |                |                                            |             | |
| L1A1                              |            | Reino Unido    | Fusil de combate                           |             | |
| Escopetas                         |            |                |                                            |             | |
| Winchester modelo 1200            |            | Estados Unidos | Escopeta de corredera                      |             | Winchester Repeating Arms Company                                                                      |
| Ametralladoras                    |            |                |                                            |             | |
| MAC M1924/29                      |            | Francia        | Ametralladora ligera                       |             | |
| Ametralladora ligera Bren         |            | Reino Unido    | Ametralladora ligera                       |             | |
| Ametralladora ligera RPD          |            | Rusia          | Ametralladora ligera                       |             | |
| Ametralladora M60                 |            | Estados Unidos | Ametralladora de propósito general         |             | |
| Ametralladora Browning M1919      |            | Estados Unidos | Ametralladora media                        |             | |
| Browning M2                       |            | Estados Unidos | Ametralladora pesada                       |             | |
| Goriunov SG-43 / SGM              |            | Rusia          | Ametralladora pesada                       |             | |
| DShK                              |            | Rusia          | Ametralladora pesada                       |             | |

### Lanzagranadas
Entre los lanzagranadas cabe destacar la escopeta lanzagranadas M79, el lanzagranadas XM148, y el lanzagranadas acoplado M203.
| Nombre                      | Imagen | Origen         | Tipo                   | Munición         | Fabricante                   |
| --------------------------- | ------ | -------------- | ---------------------- | ---------------- | ---------------------------- |
| Escopeta lanzagranadas M79  |        | Estados Unidos | Lanzagranadas          | Granada de 40 mm | Springfield Armory           |
| Lanzagranadas acoplado M203 |        | Estados Unidos | Lanzagranadas acoplado | Granada de 40 mm | Colt's Manufacturing Company |
| Lanzagranadas XM148         |        | Estados Unidos | Lanzagranadas acoplado | Granada de 40 mm | Colt's Manufacturing Company |

### Morteros
Los morteros iban desde el Brandt Mle 1935 de 60 mm y el Brandt Mle 27/31 de 81 mm, hasta los modelos M19 de 60 mm, M29 de 81 mm, M2 de 4.2 pulgadas (107 mm), M30 de 4.2 pulgadas (106.7 mm).
| Nombre           | Origen         | Tipo     | Fabricante                                                    | Calibre  |
| Morteros         | Morteros       | Morteros | Morteros                                                      | Morteros |
| ---------------- | -------------- | -------- | ------------------------------------------------------------- | -------- |
| Mortero M2       | Estados Unidos | Mortero  | Arsenal de Watervliet                                         | 60 mm    |
| Mortero M19      | Estados Unidos | Mortero  | Arsenal de Watervliet                                         | 60 mm    |
| Brandt Mle 1935  | Francia        | Mortero  | Atelier Brandt                                                | 60.7 mm  |
| Brandt Mle 27/31 | Francia        | Mortero  | Atelier Brandt                                                | 81 mm    |
| Mortero M29      | Estados Unidos | Mortero  | Arsenal de Watervliet                                         | 81 mm    |
| Mortero M30      | Estados Unidos | Mortero  | Servicio de Guerra Química del Ejército de los Estados Unidos | 107 mm   |

### Armas antitanque
También se suministraron armas cohete portátiles individuales como la bazuca, y una arma antitanque desechable de un solo disparo, el lanzacohetes M72 LAW de 66 mm. Los lanzacohetes antitanque RPG-2 y RPG-7 fueron empleados por las unidades de comando de élite y las guerrillas irregulares Hmong, durante las operaciones especiales en las zonas controladas por el enemigo comunista en el noreste y el sureste de Laos. Entre los cañones sin retroceso cabe mencionar al M18A1 de 57 mm, M20 de 75 mm, M67 de 90 mm y M40A1 de 106 mm.
| Nombre                          | Imagen                   | Origen                   | Tipo                          | Fabricante                          | Calibre                  |
| Lanzagranadas antitanque        | Lanzagranadas antitanque | Lanzagranadas antitanque | Lanzagranadas antitanque      | Lanzagranadas antitanque            | Lanzagranadas antitanque |
| ------------------------------- | ------------------------ | ------------------------ | ----------------------------- | ----------------------------------- | ------------------------ |
| RPG-2                           |                          | Rusia                    | Lanzagranadas antitanque      | Fábrica de ametralladoras de Kovrov | 40 mm                    |
| Granadas propulsadas por cohete |                          |                          |                               |                                     |                          |
| RPG-7                           |                          | Rusia                    | Granada propulsada por cohete | Bazalt                              | 40 mm                    |
| Bazuca                          |                          | Estados Unidos           | Granada propulsada por cohete | Arsenal de Rock Island              | 60 mm                    |
| M72 LAW                         |                          | Noruega                  | Granada propulsada por cohete | Nammo                               | 66 mm                    |
| Cañones sin retroceso           |                          |                          |                               |                                     |                          |
| Cañón sin retroceso M18         |                          | Estados Unidos           | Cañón sin retroceso           | Arsenal de Rock Island              | 57 mm                    |
| Cañón sin retroceso M20         |                          | Estados Unidos           | Cañón sin retroceso           | Arsenal de Rock Island              | 75 mm                    |
| Cañón sin retroceso M67         |                          | Estados Unidos           | Cañón sin retroceso           | Watervliet Arsenal                  | 90 mm                    |
| Cañón sin retroceso M40         |                          | Estados Unidos           | Cañón sin retroceso           | Watervliet Arsenal                  | 105 mm                   |

### Vehículos blindados
A mediados de la década de 1950, el inventario del cuerpo blindado del ENL constaba de 15 tanques ligeros M24 Chaffee, mientras que el escuadrón de reconocimiento blindado contaba con 20 vehículos blindados M8 Greyhound y M20. Los batallones de infantería mecanizada contaban con semiorugas M3 y 19 vehículos de reconocimiento blindado M3A1. Estos vehículos blindados se utilizaban principalmente para escoltar convoyes y defender las capitales provinciales locales, y rara vez participaban en operaciones ofensivas contra el Pathet Lao y el Ejército Popular de Vietnam. El Estado mayor laosiano solicitó la entrega de tanques ligeros M41 Walker Bulldog al cuerpo blindado del ERL, para ofrecer apoyo blindado a las guerrillas Hmong, pero su solicitud fue rechazada por el gobierno estadounidense, que proporcionó en su lugar en 1970-71 unos 15 vehículos blindados V-100 Cadillac Gage Commando de segunda mano, y 20 transportes blindados de personal M113 equipados con orugas.
| Nombre                            | Imagen                | Origen                | Tipo                                                           | Fabricante                          |
| Automóviles blindados             | Automóviles blindados | Automóviles blindados | Automóviles blindados                                          | Automóviles blindados               |
| --------------------------------- | --------------------- | --------------------- | -------------------------------------------------------------- | ----------------------------------- |
| M8 Greyhound                      |                       | Estados Unidos        | Automóvil blindadoCazacarros                                   | Ford Motor Company                  |
| M20 Scout Car                     |                       | Estados Unidos        | Automóvil blindadoReconocimiento blindado                      | Ford Motor Company                  |
| M3 Scout Car                      |                       | Estados Unidos        | Automóvil blindadoReconocimiento blindadoTractor de artillería | White Motor Company                 |
| Cadillac Gage Commando            |                       | Estados Unidos        | Automóvil blindadoVehículo anfibio                             | Cadillac Gage                       |
| Transportes blindados de personal |                       |                       |                                                                |                                     |
| M113                              |                       | Estados Unidos        | Transporte blindado de personal                                | FMC Corporation                     |
| Semioruga M3                      |                       | Estados Unidos        | SemiorugaTransporte blindado de personal                       | AutocarDiamond TWhite Motor Company |
| Carros de combate                 |                       |                       |                                                                |                                     |
| M24 Chaffee                       |                       | Estados Unidos        | Tanque ligero                                                  | CadillacMassey Ferguson             |

### Artillería
El ERL inicialmente estaba equipado con 10 obuses de carga M116 de 75 mm, estadounidenses, y algunos obuses autopropulsados M8 Scott de 75 mm, el cuerpo de artillería desplegó desde 1963, 25 obuses de campaña remolcados M101A1 de 105 mm, suministrados por los EUA, y 10 obuses de campaña remolcados M114A1 de 155 mm, recibidos en 1969. El ERL sufrió un grave déficit de apoyo de fuego durante toda la guerra, ya que su pequeño cuerpo de artillería era incapaz de contrarrestar eficazmente la amenaza que representaban los obuses remolcados de largo alcance soviéticos de 122 mm y 130 mm, empleados a partir de 1970 por el EPV y el Pathet Lao, ya que superaban en alcance a las piezas fabricadas en los Estados Unidos.
| Nombre                    | Imagen                    | Origen                    | Tipo                      | Fabricante                | Calibre                   |
| Artillería autopropulsada | Artillería autopropulsada | Artillería autopropulsada | Artillería autopropulsada | Artillería autopropulsada | Artillería autopropulsada |
| ------------------------- | ------------------------- | ------------------------- | ------------------------- | ------------------------- | ------------------------- |
| M8 Scott                  |                           | Estados Unidos            | Cañón autopropulsado      | CadillacGeneral Motors    | 75mm                      |
| Artillería remolcada      |                           |                           |                           |                           |                           |
| M116 howitzer             |                           | Estados Unidos            | Obús remolcado            | General Electric          | 75 mm                     |
| Obús M101                 |                           | Estados Unidos            | Cañón de montaña          | Arsenal de Rock Island    | 105 mm                    |
| Obús M114 155 mm          |                           | Estados Unidos            | Obús remolcado            | Arsenal de Rock Island    | 155 mm                    |

### Vehículos de transporte
La logística militar era responsabilidad del cuerpo de transporte, equipado con una variedad de vehículos de enlace y transporte legados por los franceses o suministrados por los estadounidenses. El primer parque automotor del ENL a mediados de la década de 1950, consistía en un inventario mixto de jeeps Willys MB de ¼ de tonelada (4x4) estadounidenses de la Segunda Guerra Mundial, camionetas Dodge WC-51/52 de ¾ de tonelada (4x4), camiones de carga Chevrolet G506 de 1½ toneladas (4x4) y camiones de carga GMC CCKW de 2½ toneladas (6x6). Estos vehículos obsoletos fueron reemplazados parcialmente en la década de 1960 y principios de la de 1970, por los modernos jeeps Willys M38 y M38A1 de ¼ de tonelada (4x4) estadounidenses, los vehículos todoterreno M151A1 de ¼ de tonelada (4x4), las camionetas Jeepster Commando (4x4), las camionetas Dodge M37 de ¾ de tonelada (4x4), los camiones de carga REO M35A2 de 2½ toneladas (6x6) y los camiones de carga M809 de 5 toneladas (6x6).
| Nombre                | Imagen             | Origen             | Tipo                 | Fabricante                 |
| Camiones militares    | Camiones militares | Camiones militares | Camiones militares   | Camiones militares         |
| --------------------- | ------------------ | ------------------ | -------------------- | -------------------------- |
| REO M35               |                    | Estados Unidos     | Camión militar       | REO Motor Car Company      |
| GMC CCKW              |                    | Estados Unidos     | Camión militar       | General MotorsStudebaker   |
| Camión M809           |                    | Estados Unidos     | Camión militar       | AM General                 |
| Chevrolet G506        |                    | Estados Unidos     | Camión militar       | Chevrolet                  |
| Camionetas            |                    |                    |                      |                            |
| Dodge M37             |                    | Estados Unidos     | Camioneta            | DodgeWarren Truck Assembly |
| Dodge WC-51/52        |                    | Estados Unidos     | Camioneta            | Dodge                      |
| Jeepster Commando     |                    | Estados Unidos     | Camioneta            | Kaiser Jeep                |
| Vehículos todoterreno |                    |                    |                      |                            |
| Jeep Willys M38       |                    | Estados Unidos     | Vehículo todoterreno | Willys-Overland Motors     |
| Jeep Willys M38A1     |                    | Estados Unidos     | Vehículo todoterreno | Willys-Overland Motors     |
| Jeep Willys MB        |                    | Estados Unidos     | Vehículo todoterreno | Willys-Overland Motors     |
| M151                  |                    | Estados Unidos     | Vehículo todoterreno | Ford Motor Company         |